# Sinornithosaurus

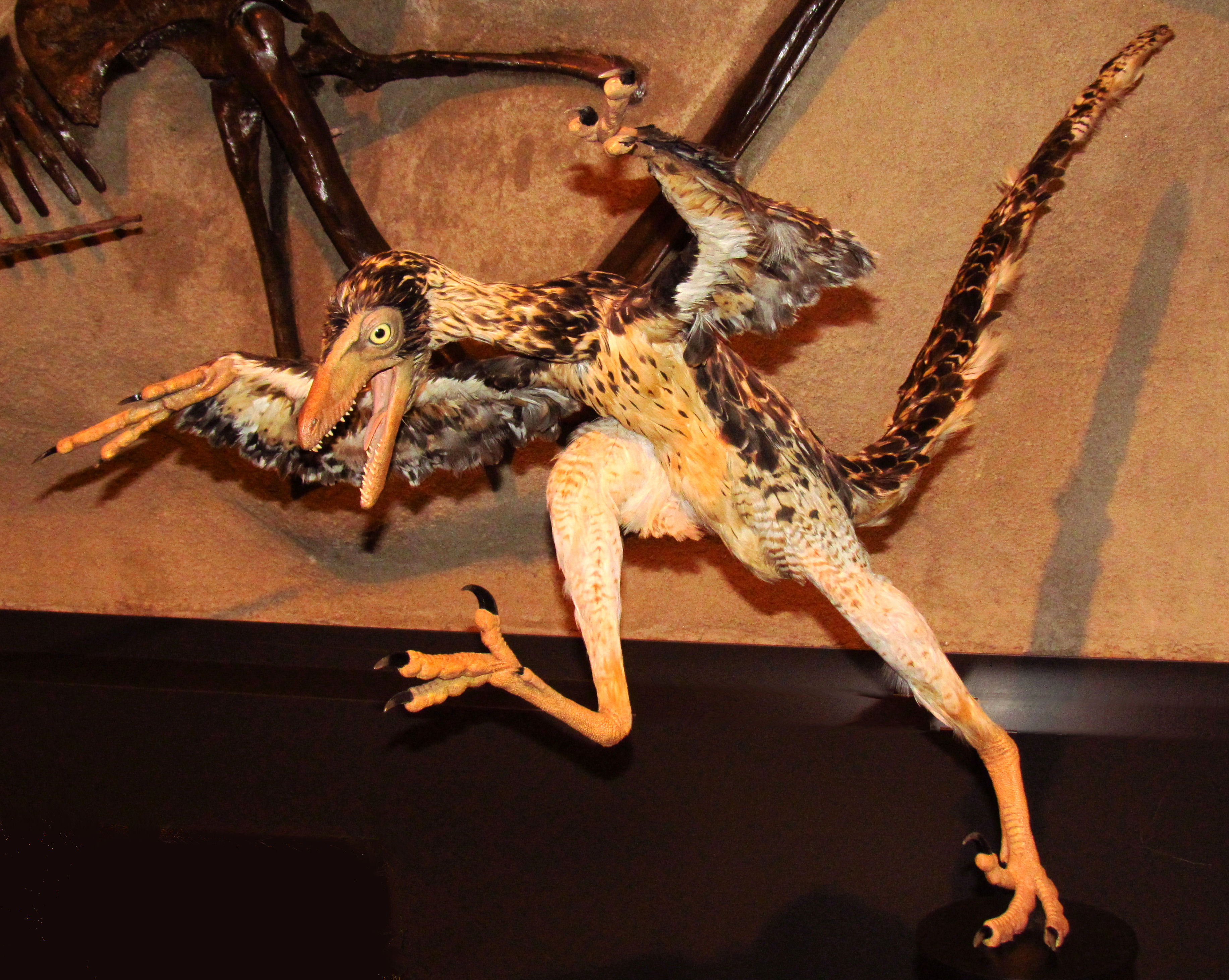
Lebendrekonstruktion von Sinornithosaurus millenii

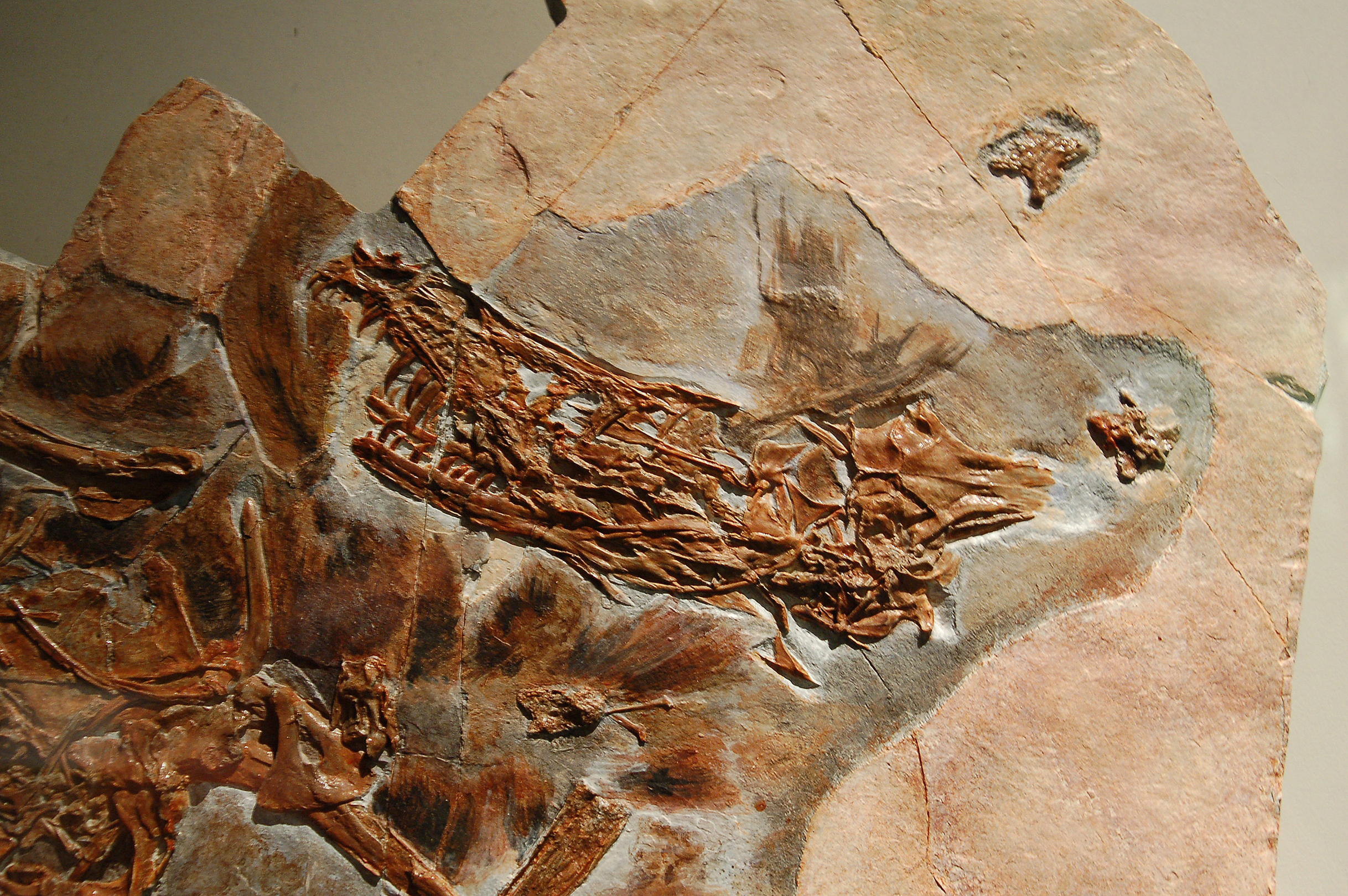
Abguss des Typfossils von Sinornithosaurus millenii

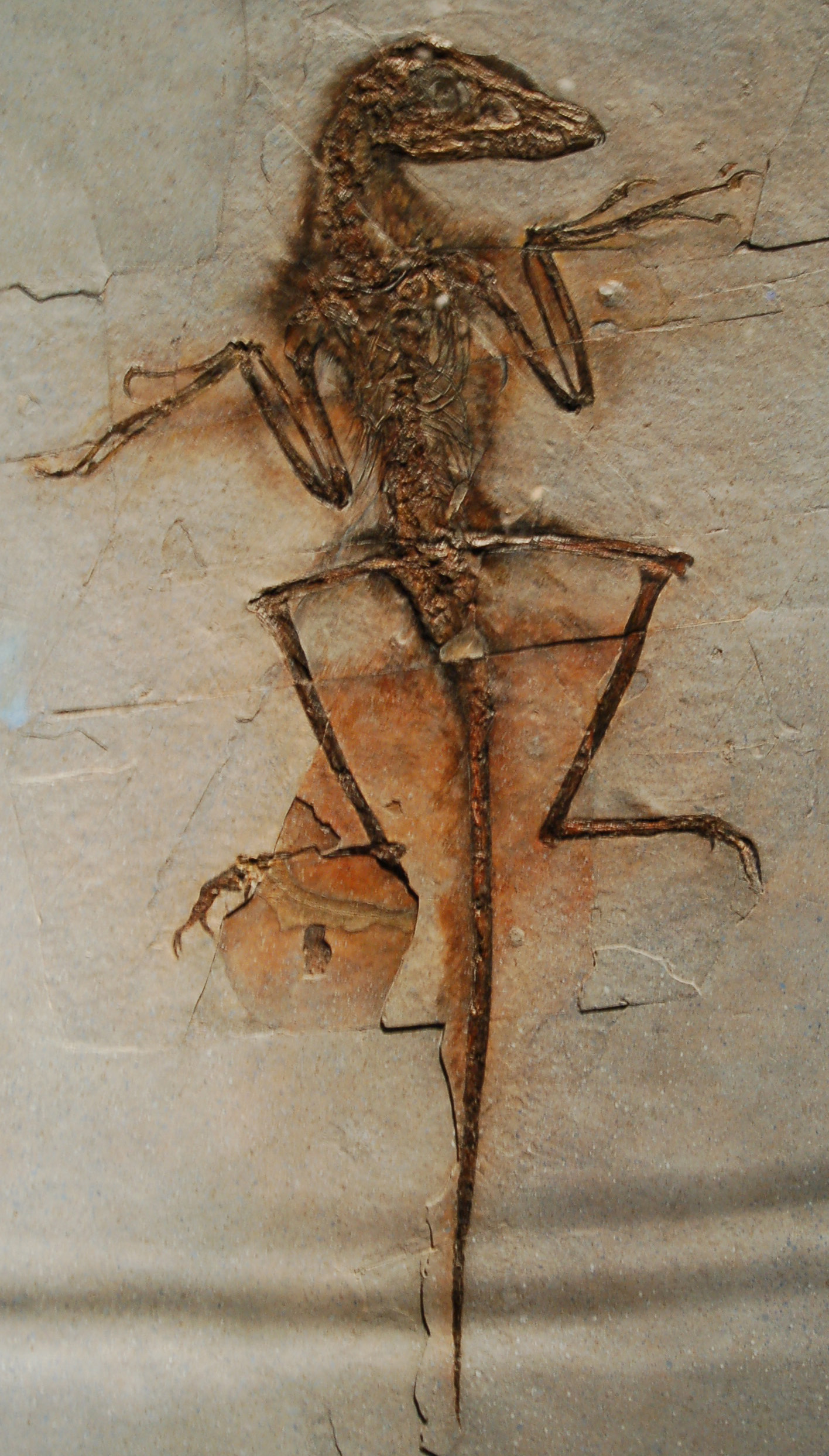
Abguss von NGMC 91 („Dave“), einem möglichen Sinornithosaurus-Fossil

Sinornithosaurus ist eine Gattung theropoder Dinosaurier aus der Gruppe der Dromaeosauridae. Funde dieses Tieres stammen aus der Yixian-Formation (Unterkreide) aus der chinesischen Provinz Liaoning. Sinornithosaurus war ein sehr vogelähnlicher gefiederter Dromaeosaurier, der sich durch die proportional längsten Arme aller Theropoden auszeichnete. Wie eine neuere Studie nahelegt, jagte dieses Tier seine Beute wahrscheinlich mit Gift. Dieser frühe und basale (ursprüngliche) Dromaeosauride gilt meistens als Vertreter der Dromaeosauriden-Untergruppe Microraptorinae. Bisher sind mindestens zwei Skelette bekannt, die zwei Arten zugeschrieben werden, Sinornithosaurus millenii und Sinornithosaurus haoiana. Ein weiteres Skelett mit dem Spitznamen „Dave“ gehört evtl. ebenfalls zu dieser Gattung.

## Merkmale
Sinornithosaurus war ein kleiner Dromaeosauride. Das Typexemplar war schätzungsweise 128 cm lang und 5 kg schwer, wobei der Schädel etwa 15,2 cm und das Femur (Oberschenkelknochen) etwa 14,8 cm lang war.
Der Schädel des Typexemplars ist fast komplett erhalten, obwohl sich die meisten Knochen des Fundes nicht mehr im anatomischen Verbund befinden. Wie bei allen Dromaeosauriden war der Schädel leicht gebaut und zeigte einen großen Hirnschädel und eine schmale Schnauze. Die Schnauze war etwa 7,5 cm lang und proportional kürzer als bei Velociraptor und Deinonychus. Die Arme waren die im Verhältnis längsten aller Nicht-Vogel-Theropoden und werden auf 80 Prozent der Hinterbeinlänge geschätzt. Die Form der Mittelfußknochen legt nahe, dass der Mittelfuß von Sinornithosaurus als Arctometatarsus ausgebildet war: So ist der dritte (mittlere) Mittelfußknochen im oberen Abschnitt stark verjüngt und besitzt im unteren Abschnitt einen dreieckigen Querschnitt. Dieses Merkmal ist unter Dromaeosauriden ansonsten nur bei Microraptor zu finden.
Autapomorphien, also Merkmale, anhand derer sich die Gattung von anderen Gattungen abgrenzen lässt, finden sich an verschiedenen Teilen des Skeletts: Die Fossa antorbitalis vor den großen Augenhöhlen war wie bei anderen Dromaeosauriden groß, zeigte aber im Gegensatz zu anderen Gattungen im vorderen Bereich eine Anzahl an ornamentähnlichen Gruben und Hügeln. Das Os coracoides (Rabenbein) zeigt ein Fenster, welches mittlerweile allerdings auch bei Microraptor nachgewiesen wurde. Weitere diagnostische Merkmale schließen unter anderem das große Brustbein (Sternum) mit ein.
Insbesondere der Schultergürtel zeigte starke Ähnlichkeiten mit dem früher Vögel und unterstützt die Theorie, dass die Dromaeosauridae näher mit den Vögeln verwandt war als alle anderen bekannten Dinosauriergruppen. So war zum Beispiel das Gabelbein (Furcula) bumerangähnlich geformt, ähnlich wie bei Archaeopteryx, aber anders als beispielsweise bei Velociraptor. Weitere sehr vogelähnliche Merkmale finden sich in der Becken- und Hinterbeinregion.

## Federn und möglicher giftiger Biss
Das Typexemplar von Sinornithosaurus millenii zeigt 30 bis 45 mm lange und 1 bis 3 mm breite Filament-Strukturen, die als Federn interpretiert werden. Der Fund zeigt sowohl büschelartige Federn, bei der die Filamente an einem Punkt zusammenlaufen, als auch Filamente, die entlang eines zentralen Schafts verlaufen. Der mögliche Sinornithosaurus-Fund NGMC 91 („Dave“) zeigt Federn am gesamten Körper, mit Ausnahme der unteren Abschnitte der Beine.
Eine jüngere Studie von Gong und Kollegen (2009) entdeckte bei dem Typexemplar von Sinornithosaurus millenii Hinweise auf einen giftigen Biss: So zeigt das Skelett neben einer ungewöhnlichen Bezahnung gekerbte Zähne, eine Höhlung, welche vermutlich eine Giftdrüse repräsentierte, sowie einen Kanal, der von dieser Giftdrüse zur Zahnbasis führte. Diese Merkmale sind analog zu heutigen giftigen Echsen. Die Forscher vermuten, dass Sinornithosaurus und verwandte Dromaeosauriden Jagd auf Vögel gemacht haben könnten.
Ein anderes Team von Wissenschaftlern unter der Leitung von Federico Gianechini publizierte 2010 eine Studie, die Zweifel an der Giftigkeit von Sinornithosaurus aufwirft. Sie zeigten, dass Kerben in den Zähnen keineswegs einzigartig bei dieser Gattung sind, sondern auch bei vielen anderen Theropoden auftreten, vor allem auch bei anderen Vertretern der Dromaeosauridae. Weiterhin bemerkten sie, dass die Zähne nicht, wie von Gong und seinem Team behauptet, keine außergewöhnliche Länge aufwiesen, sondern lediglich aus den Zahnfächern herausgerutscht waren – ein Artefakt, das häufig bei flach gedrückten Fossilien auftritt. Letztlich konnten sie das Vorhandensein einer Kammer für Giftdrüsen, wie Gong und sein Team es postulierten, nicht verifizieren.
In derselben Ausgabe der Zeitschrift antworteten Gong und Kollegen auf die Kritik. Sie gaben zu, dass gefurchte Zähne durchaus normal unter Theropoden waren (obwohl sie anmerkten, dass sie wohl nur bei den gefiederten Maniraptora weit verbreitet waren). Daraufhin stellten sie die Hypothese auf, dass Gift ein primitives Merkmal aller Archosauria, wenn nicht sogar aller Reptilien gewesen sein könnte, das nur in einigen Entwicklungslinien erhalten geblieben war. Auch wehrten sie sich gegen die Aussage, dass die Zähne beim Holotypen von Sinornithosaurus weit aus dem Kiefer getrieben worden wären, obwohl sie einräumten, dass sich die Zähne nicht in ihrer natürlichen Position befinden. Gong behauptete weiterhin, dass einige unbeschriebene Exemplare, deren Zähne im Verbund mit dem Kiefer erhalten sind, die gleiche Zahnlänge zeigen.

## Funde und Namensgebung
Der erste Fund (Holotyp, Exemplarnummer IVPP V.12811) stammt aus Sihetun, einem berühmten Fundort für fossile Fische, Vögel und Dinosaurier im westlichen Liaoning. Stratigraphisch kommt das Skelett aus dem Layer 6 der unteren Yixian-Formation der Jehol-Gruppe. 1999 wurde der Fund von Xu, Wang und Wu als Sinornithosaurus millenii wissenschaftlich beschrieben. Sinornithosaurus (gr. sinai, lat. sinae – „chinesisch“; gr. ornis – „Vogel“; gr. sauros – „Echse“) bedeutet so viel wie „Chinesische Vogelechse“, während das Artepitheth millenii (lat. Millennium) auf die Entdeckung dieses Tieres kurz vor der Jahrtausendwende hinweist.
Eine zweite Art, Sinornithosaurus haoiana („Hao's Sinornithosaurus“), wurde von Liu und Kollegen im Jahr 2004 beschrieben. Sie basiert auf einem neuen Skelett, das Unterschiede zu Sinornithosaurus millenii im Schädel- und Beckenbereich zeigt.
Ein möglicherer weiterer Sinornithosaurus-Fund (Exemplarnummer NGMC 91) wurde im Jahr 2001 von Qiang und Kollegen beschrieben und trägt den Spitznamen „Dave“. Der Fund wurde im  Steinbruch Fanzhangzi, 20 km südwestlich von Lingyuan, in Liaoning entdeckt. Dieses Skelett ist vollständig und im anatomischen Verbund auf zwei Steinplatten überliefert, wobei die erste Steinplatte die Knochen und die zweite die Abdrücke der Knochen zeigt. Beim Auseinanderspalten der Ausgangsplatte beim Fossiliensammeln sind jedoch die meisten der sehr spröden Knochen zerbrochen, weshalb viele anatomische Details nicht mehr adäquat untersucht werden können. „Dave“ zeigt einige Unterschiede zu Sinornithosaurus, wie beispielsweise einen ungewöhnlich gebogenen ersten Mittelfußknochen – diese Unterschiede könnten jedoch zum Teil auf Individuen unterschiedlichen Alters zurückgeführt werden. Nahe dem linken Fuß des Skeletts befindet sich ein Fossil des kleinen Fisches Lycoptera.